# Institut canadien de recherches avancées
L'Institut canadien de recherches avancées (CIFAR) est un organisme de recherche mondial basé au Canada qui rassemble des équipes de recherche de premier plan du monde entier pour se pencher sur des questions importantes et complexes. Fondé en 1982, il reçoit le soutien de particuliers, de fondations et d’entreprises, ainsi qu’un financement du gouvernement du Canada et des provinces de l’Alberta et du Québec.

## Activités
Le personnel du CIFAR apporte son soutien à plus de 400 scientifiques de 21 pays et de plus de 140 établissements, dont la moitié environ est basée au Canada et l’autre moitié à l’étranger. Le président et chef de la direction relève directement du président et du conseil d’administration qui sont chargés de l’allocation des fonds et de l’approbation des programmes de recherche. En novembre 2022, Stephen Toope est devenu président et chef de la direction. Irfhan Rawji est le président du conseil d’administration du CIFAR. Jacqueline Koerner et Anne McLellan partagent la vice-présidence. Le CIFAR reçoit un soutien financier de gouvernements, de partenariats (organismes de recherche et universités), du secteur privé (entreprises, fondations et particuliers) et des revenus de placements. En 2017, le gouvernement du Canada a chargé le CIFAR de concevoir et de diriger la Stratégie pancanadienne en matière d’intelligence artificielle.

## Programmes de recherche
En date de 2023, le CIFAR soutient la recherche dans 15 grands domaines multidisciplinaires:
- Énergie solaire bio-inspirée (créé en 2014)
- Frontières, groupes et appartenance (créé en 2019)
- Cerveau, esprit et conscience (créé en 2014)
- Développement du cerveau et de l’enfant (anciennement connu sous le nom de Développement cérébral et biologique fondé sur l’expérience, créé en 2003)
- Terre 4D : Science et exploration du sous-sol (créé en 2019)
- Règne fongique : Menaces et possibilités (créé en 2019)
- Avenir et épanouissement (créé en 2023)
- Extrême Univers et gravité (créé en 1986)
- Avenir urbain de l’humanité (créé en 2023)
- Microbiome humain (créé en 2014)
- Innovation, équité et avenir de la prospérité (créé en 2019)
- Apprentissage automatique, apprentissage biologique (anciennement connu sous le nom de Calcul neuronal et perception adaptative, créé en 2004)
- Être humain multiéchelle(créé en 2023)
- Informatique quantique (créé en 2002)
- Matériaux quantiques (créé en 1987)

Anciens programmes :
- Intelligence artificielle et robotique (anciennement Intelligence artificielle, robotique et société, créé en 1983, fermé en 1995)
- Santé des populations (créé en 1983, fermé en 2003)
- Biologie évolutive (créé en 1986, fermé en 2007)
- Lois et déterminants de l’ordre social (créé en 1986, fermé en 1996)
- Croissance et politique économiques (créé en 1991, fermé en 2002)
- Évolution du système terrestre (créé en 1992, fermé en 2014)
- Développement humain (créé en 1993, fermé en 2003)
- Science des surfaces et des interfaces molles (créé en 1993, fermé en 2000)
- Nanoélectronique (créé en 1999, fermé en 2013)
- Réseaux génétiques (créé en 2002, fermé en 2020)
- Bien-être collectif (créé en 2002, fermé en 2019)
- Institutions, organisations et croissance (créé en 2004, fermé en 2020)
- Interactions sociales, identité et mieux-être (créé en 2005, fermé en 2017)
- Biodiversité microbienne intégrée (créé en 2007, fermé en 2017)
- Architecture moléculaire de la vie (créé en 2014, fermé en 2020)

## Historique
20e siècle
Le CIFAR a été fondé en 1982. L’idée originale d’un institut d’études avancées est venue de John Leyerle, professeur d’anglais et doyen de l’École des études supérieures de l’Université de Toronto, qui a commencé à mobiliser des soutiens en faveur du concept en 1978. Le centre aurait pour mission de « favoriser la recherche fondamentale et conceptuelle de grande qualité à un niveau avancé dans tout le spectre des connaissances en sciences humaines, sciences sociales, sciences naturelles et sciences de la vie ». Fraser Mustard, médecin et chercheur dans le domaine du développement de la petite enfance, a été nommé président fondateur du CIFAR en janvier 1982.
Les membres du CIFAR ont publié plusieurs articles en 1994, dont « Why are some people healthy and others not », qui avançait que les politiques axées sur la santé des populations pouvaient lutter contre les disparités en matière de santé. Ils ont défini dix déterminants de la santé, le statut socio-économique étant le plus influent. Le gouvernement a adopté l’expression « santé des populations » et a renommé une des directions générales de l’Agence de santé publique du Canada « Santé publique et des populations ».
21e siècle
En 2004, Geoffrey Hinton prend la tête du programme Calcul neuronal et perception adaptative du CIFAR qui comptait parmi ses membres Yoshua Bengio et Yann LeCun, ainsi que d’autres neuroscientifiques, informaticiens, biologistes, ingénieurs électriques, physiciens et psychologues. Par la création de systèmes informatiques qui imitaient l’intelligence humaine, ils ont réussi à confirmer la position de Hinton. Aujourd’hui, ces trois chercheurs sont largement reconnus comme les pionniers de l’apprentissage profond. En 2019, l’Association for Computing Machinery (ACM) a décerné le prix A.M. Turing de 2018 à Hinton, Bengio et LeCun en reconnaissance de percées conceptuelles et techniques qui ont fait des réseaux de neurones profonds une composante essentielle de l’informatique.
En avril 2012, le Réseau de solutions pour le développement durable (SDSN) des Nations Unies a publié le premier Rapport mondial sur le bonheur, corédigé par John F. Helliwell, membre du CIFAR à l’Université de la Colombie-Britannique, Lord Richard Layard, directeur du programme sur le bien-être au Centre for Economic Performance à la LSE, et le professeur Jeffrey Sachs, directeur de l’Institut de la Terre à l’Université Columbia, directeur du SDSN et conseiller spécial auprès du Secrétaire général de l’ONU.
En 2017, Innovation, Sciences et Développement économique Canada (ISDE) a renouvelé et augmenté son financement en faveur du CIFAR, en investissant 35 millions de dollars sur cinq ans. Le gouvernement a aussi annoncé que le CIFAR serait chargé d’administrer la Stratégie pancanadienne en matière d’intelligence artificielle, financée à hauteur de 125 millions de dollars, au profit de la recherche et des talents.En 2022, le CIFAR a annoncé la deuxième phase de la Stratégie pancanadienne en matière d’intelligence artificielle, assortie d’un financement fédéral de 208 millions de dollars à l’appui du CIFAR sur dix ans.

## Personnes de renom
À la tête du CIFAR se sont succédé des personnes de renom : Fraser Mustard de 1982 à 1996, J. Stefan Dupré de 1996 à 2000, Chaviva Hošek de 2001 à 2012, et Alan Bernstein de 2012 à 2022[16]. Depuis 2023, Stephen Toope assure la présidence du CIFAR.
Depuis la création de l’institut, 23 lauréats du prix Nobel ont été associés au CIFAR
- Daron Acemoglu
- George Akerlof[15]
- Sidney Altman[16]
- Philip Warren Anderson[17]
- Kenneth Arrow[18]
- Willard Boyle[19]
- Walter Gilbert[20]
- Leland H. Hartwell[21]
- Geoffrey Hinton
- Daniel Kahneman[22]
- Brian Kobilka
- Robert B. Laughlin[23]
- Anthony Leggett[24]
- Arthur McDonald
- Roger Myerson[25]
- James Peebles
- John Polanyi[26]
- Richard Roberts[27]
- James A. Robinson
- Paul Romer
- Michael Smith[28]
- Eric Wieschaus
- David Wineland